# Läkepassionsblomma
Läkepassionsblomma (Passiflora incarnata) är en art i passionsblomssläktet inom familjen passionsblommeväxter sydöstra USA. Odlas ibland som krukväxt.

## Beskrivning
Arten är en örtartad klätterväxt som blir 6-10 m. Blad djupt treflikiga, 6-15 cm långa och 5-12 cm vida. Blommorna är mycket varierande (även på samma planta), 7-9 cm i diameter, vita till rosa eller lila, väldoftande. Bikrona i flera serier, bandade rosa och lila. Frukten är ätlig och välsmakande, äggformad, till 6 cm lång, gul eller lime-grön som mogen.
Namnet incarnata (lat.) betyder rödfärgad.

## Odling
Lättodlad som krukväxt eller utplanteringsväxt. Kräver en solig placering och med bra ljus kan den blomma från senvåren till sena hösten. Föredrar en väldränerad, lätt mager jord. Övervintras vid ca 5-15°C. Milda vintrar kan den möjligen överleva på friland, tål ner till -15°C. Kräver god tillgång till näring och bör hållas jämnt fuktig året om. Förökas med frön eller rotsticklingar.

## Sorter
- 'Alabama'
- 'Alba' - har helt vita blommor.
- 'Julie'
- 'Roseville'
- 'Troy'

## Synonymer
- Granadilla incarnata (L.) Medikus, 1787
- Passiflora edulis var. kerii (Sprenger)Masters, 1871
- Passiflora incarnata f. alba Waterfall, 1950
- Passiflora incarnata var. integriloba de Candolle, 1828
- Passiflora kerii Sprenger, 1826